# Agrupación Independiente de Grado-Asturias
La Agrupación Independiente de Grado-Asturias (AIGRAS), es un partido político fundado en 2007 en el concejo asturiano de Grado por Alejandro Patallo Calo para presentarse a las elecciones municipales de 2007. Esta formación surge como consecuencia de la expulsión de Patallo y el resto de miembros del PSOE por aceptar el apoyo del Partido Popular para alcanzar la alcaldía, en contra de lo que la directiva autonómica del partido dictaba, que no era otra cosa que apoyar a Izquierda Unida como favor por el apoyo de esta otra formación en la Junta General del Principado de Asturias.
Tras estas elecciones, el partido obtuvo 3 de los 17 ediles del concejo, pero las circunstancias quisieron que se convirtiese en al fuerza de apoyo del Partido Popular para alcanzar la alcaldía. En los comicios siguientes, las Elecciones municipales de España de 2011, la representación del parrtido fue menor al solo obtener 2 de los 17 concejales posibles; en las  Elecciones municipales de España de 2015 el partido perdió toda representación al solo obtener 203 votos, finalmente la agrupación se disolvió antes de 2019. 
Un rasgo de este partido es la oposición a la determinadas políticas llevadas a cabo por José Sierra (anterior alcalde de Grado) en los principales temas que afectan al concejo. 